# Stadskerk Sint-Maria (Freyburg)
De Stadskerk Sint-Maria (Duits: Stadtkirche St. Marien) is een protestants kerkgebouw in de Duitse plaats Freyburg (Saksen-Anhalt).

## Bouwgeschiedenis
Op initiatief van landgraaf Lodewijk IV van Thüringen en zijn later heilig verklaarde gemalin Elisabeth werd in ± het jaar 1220 een begin gemaakt met de bouw van de laatromaanse Mariakerk. Ondanks latere gotische veranderingen is het gebouw in de kern nog altijd romaans. Het huidige laatgotische, drieschepige kerkschip werd tegen het einde van de 15e eeuw gebouwd. De toren boven de viering is romaans, evenals het zich tussen de beide westelijke torens bevindende voorportaal, het zogenaamde paradijs. Het kerkgebouw kent een laag dwarsschip. In de hoek tussen het koor en de zuidelijke arm van het transept werd in de 15e eeuw een sacristie met een beschilderd stergewelf ingevoegd. Aan de beide westelijke torens is duidelijk te zien dat de oostelijke torens van de dom van Naumburg tot voorbeeld dienden. 

## Interieur
Het middenschip bezit ster- en netgewelven, de beide zijschepen hebben eenvoudige kruisribgewelven. Het polygonale koor heeft stergewelven, de rest van het koor netgewelven. Bezienswaardig zijn o.a:   
- Het laatgotische hoofdaltaar uit circa 1500 met rijk houtsnijwerk. Centraal staat de kroning van Maria.
- Het doopvont dat dateert uit 1592.
- De talrijke grafmonumenten uit de 16e en 17e eeuw.

## Bijzonderheden
De kerk is gelegen aan de zuidelijke route van de Straße der Romanik.